# Cantonul Les Matelles
Cantonul Les Matelles este un canton din arondismentul Montpellier, departamentul Hérault, regiunea Languedoc-Roussillon, Franța.

## Comune
- Cazevieille
- Combaillaux
- Les Matelles (reședință)
- Murles
- Prades-le-Lez
- Saint-Bauzille-de-Montmel
- Saint-Clément-de-Rivière
- Sainte-Croix-de-Quintillargues
- Saint-Gély-du-Fesc
- Saint-Jean-de-Cuculles
- Saint-Mathieu-de-Tréviers
- Saint-Vincent-de-Barbeyrargues
- Le Triadou
- Vailhauquès